# 兵庫県立歴史博物館
兵庫県立歴史博物館（ひょうごけんりつれきしはくぶつかん、Hyogo Prefectural Museum of History）は、兵庫県姫路市にある歴史系博物館。

## 概要
1983年に開館した。所在地は姫路城址内中曲輪の武家屋敷跡で、好古園、姫路市立美術館、姫路市立動物園、姫路文学館などの文化施設が集まるエリアにある。
建物は近代建築家丹下健三により現代の城をイメージして設計された。
常設展示室では原始から近現代に至るまでの兵庫県の歴史を中心に展示するとともに、姫路城をはじめとする日本全国の城郭を、建築・歴史・城下町等様々な視点から紹介している。
日本博物館協会会員館、兵庫県博物館協会加盟館。博物館法に基づく兵庫県教育委員会登録博物館である。またひょうごっ子ココロンカードの対象施設になっている。
指定管理者制度を採用せず、兵庫県教育委員会の直営である。
令和７年４月から館長は奥村弘。

## 主な収蔵品

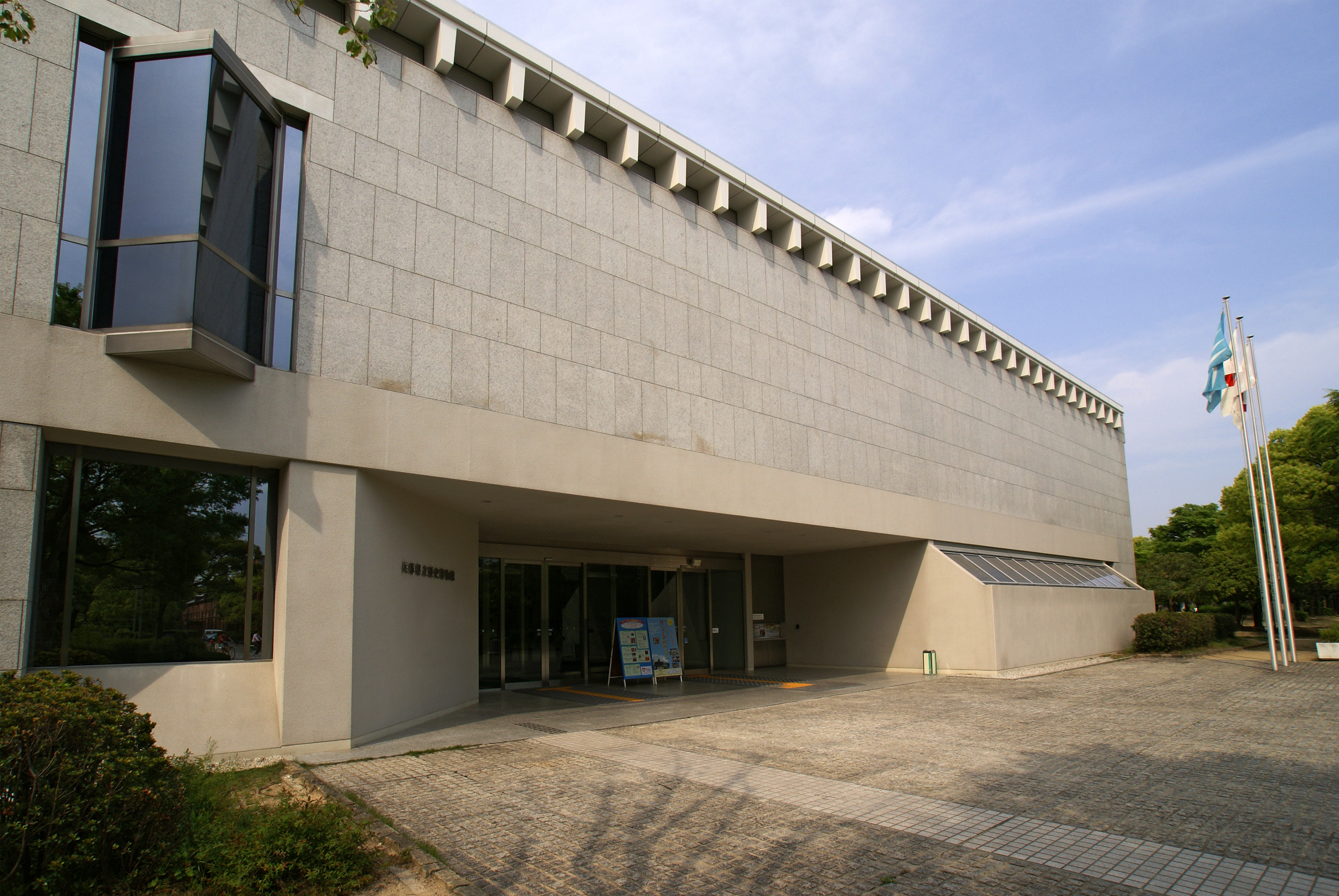
エントランス

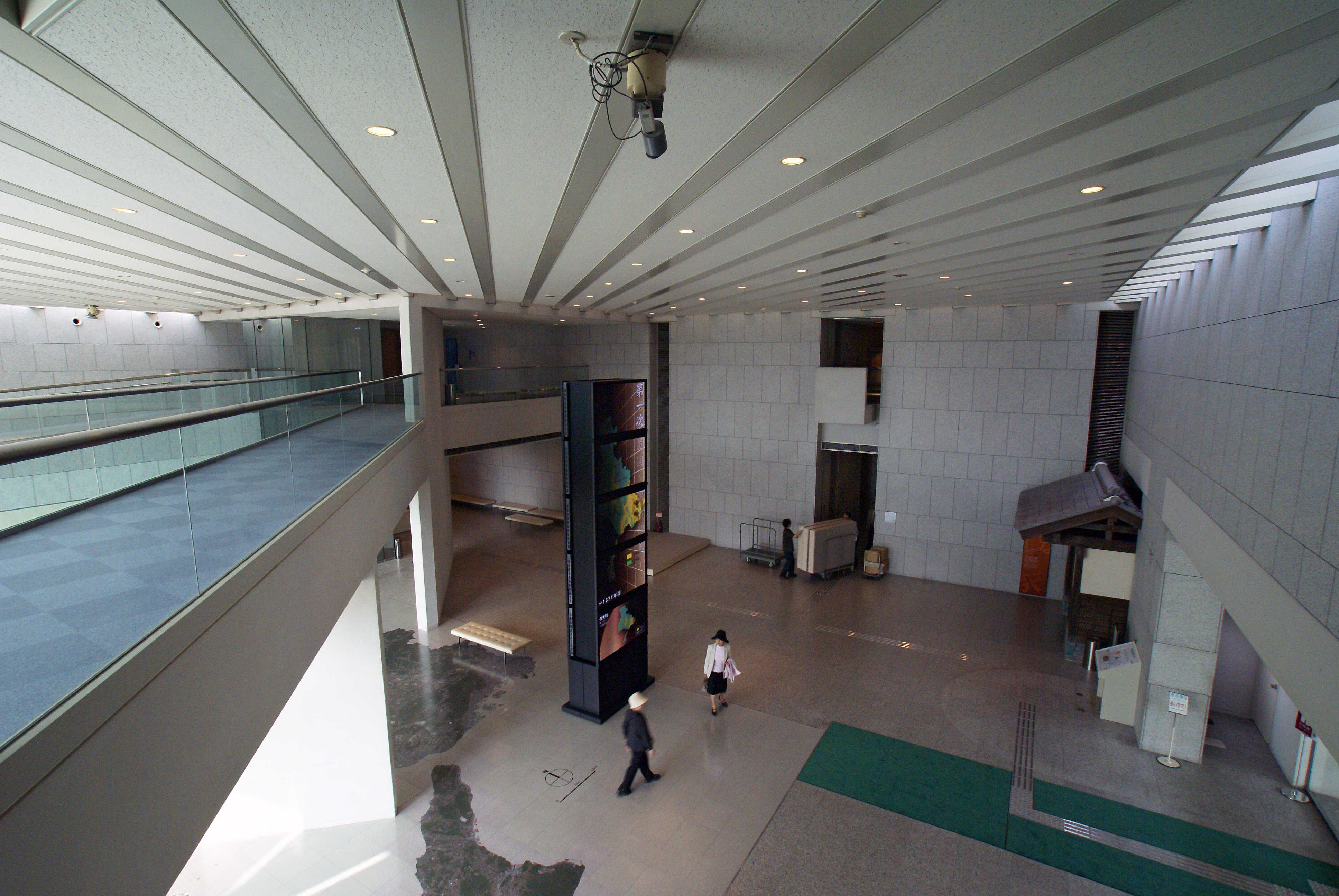
エントランスホール

重要文化財（国指定）
- 絹本著色仏涅槃図 - 鎌倉時代

兵庫県指定文化財
- 安倉高塚古墳（宝塚市）出土品
  - 赤烏紀年銘神獣鏡
  - 内行花文鏡
- 木造多聞天立像

- 孔雀文磬
- 絹本著色不動明王二童子像
- 播磨国総社三ツ山祭礼屏風

## 施設
１階無料ゾーン
- 美術とくらし
- ライブラリー
- コレクションギャラリー
- みんなの家
- 姫路城大解剖
- シアター

２階有料ゾーン
- 特別展示室（展覧会開催時のみ）
- ひょうご五国のあゆみ
- 歴史回廊
- こどもはくぶつかん
- ひょうごの祭り
- 日本の城大百科

カフェ
- はりまっ子

地階
- 講堂
- 多目的ルーム

## 建築概要
- 建築名称 - 兵庫県立歴史博物館
- 設計者 - 丹下健三
- 規模 - 地上2階、地下1階
- 着工 - 1981年6月12日
- 竣工 - 1982年9月4日
- 延床面積 - 7466m2

## 交通
- 姫路駅（JR西日本）/山陽姫路駅（山陽電車）から徒歩約25分
- 姫路駅から神姫バス乗車、姫路医療センター経由系統で約８分「姫山公園北・博物館前」下車すぐ[11]、または城周辺観光ループバスで約８分「博物館前」下車すぐ